# Culture de Botaï
Objets typiques
harnais, mors, enclos, huttes semi-enterrées
La culture de Botaï est une culture du Néolithique final, qui s'est épanouie dans le Nord-Kazakhstan au IVe millénaire av. J.-C.. Elle tire son nom du village de Botaï, à environ 300 km au nord-ouest de la capitale Astana, et à l'ouest de Kokchetau où le premier site archéologique a été découvert. On a trouvé des vestiges similaires à Krasny Yar, Rochtchinskoïe, Sergeïevka, et Vassilkovka, situés dans la même région. 
A partir des années 2000, les données archéozoologiques ont semblé converger vers l’idée que les chevaux ont été domestiqués pour la première fois dans des sites de la culture Botai. Néanmoins, la possible domestication du cheval dans la culture de Botaï est remise en question par des études plus récentes.

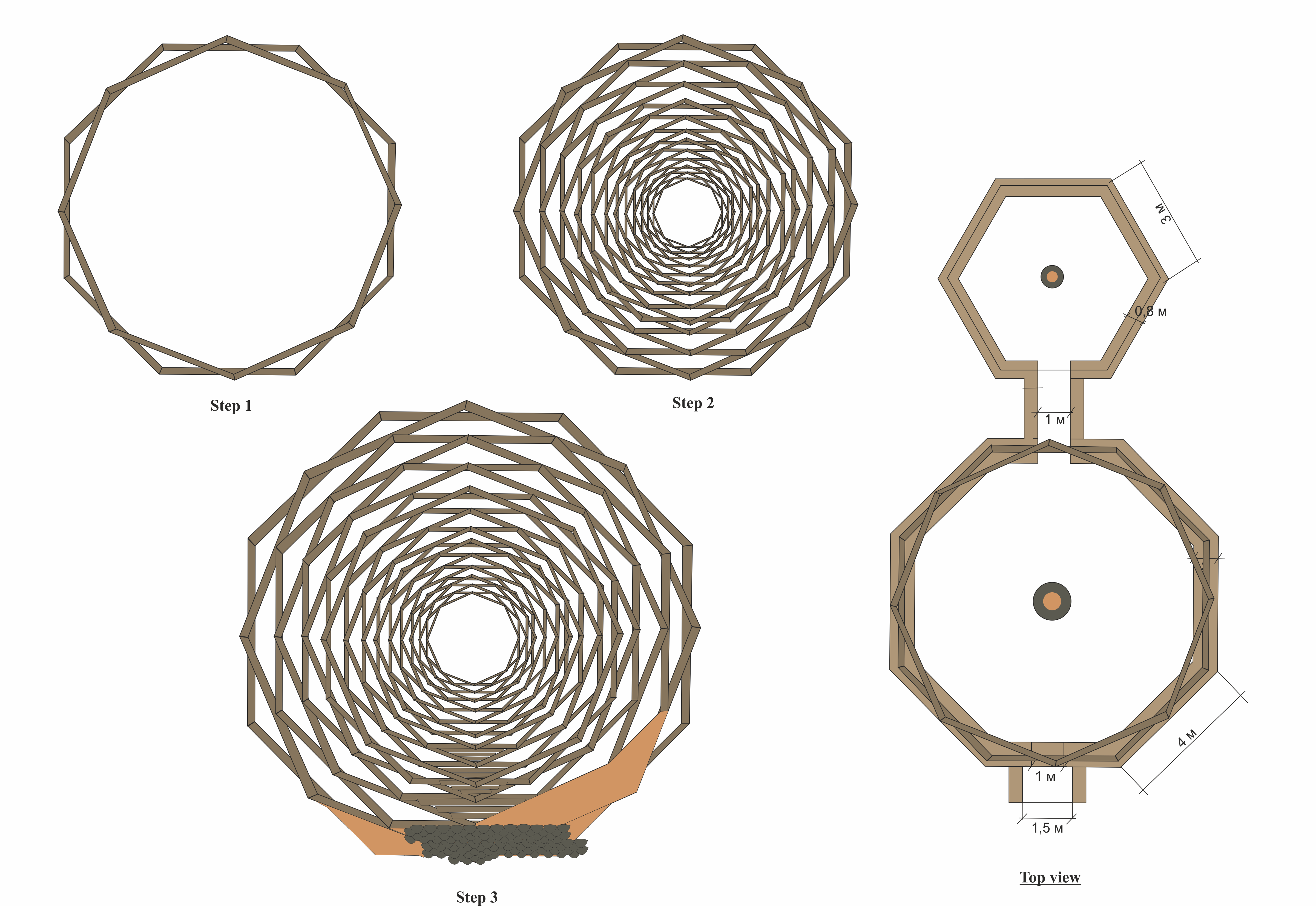
Structure de maison Botai.

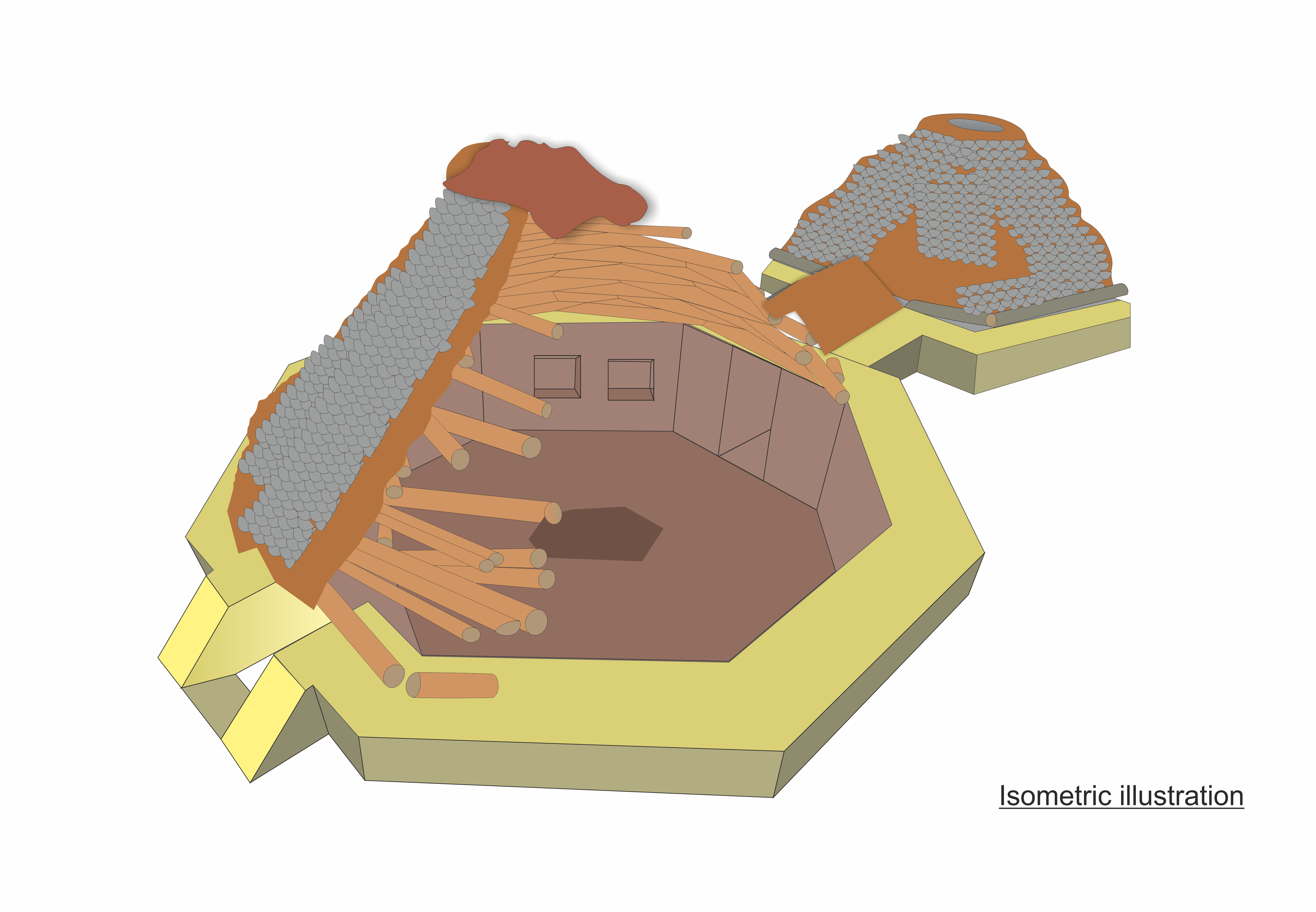
Modèle d'habitation Botai.

## Historique
Le site de Botaï (d'environ 3 700 à 3 100 av. J.-C.) a été mis au jour en 1980 par l’archéologue soviétique de lointaine origine allemande et d'expression russe, Viktor Seibert, et fait depuis l'objet de fouilles systématiques.
Depuis plusieurs années, les archéologues du Musée Carnegie d'histoire naturelle de Pittsburgh, ainsi que les chercheurs de l’université d'Exeter s'intéressent de près à la culture de Botaï.

## Description
Le site de Botaï apparait comme le site le plus ancien où la domestication du cheval par l'homme soit attestée. Il couvre environ 15 ha de plaine sur la rive droite du fleuve Iman-Burluk. Les vestiges de huttes semi-enterrées sont toujours bien visibles en surface. Les fouilles archéologiques, conduites à ce jour sur 10 000 m2, ont permis de dégager une centaine de foyers. 300 000 artéfacts et plusieurs centaines de milliers d'os (à 99,9 % ceux de chevaux) ont été exhumés.

## Mode de vie

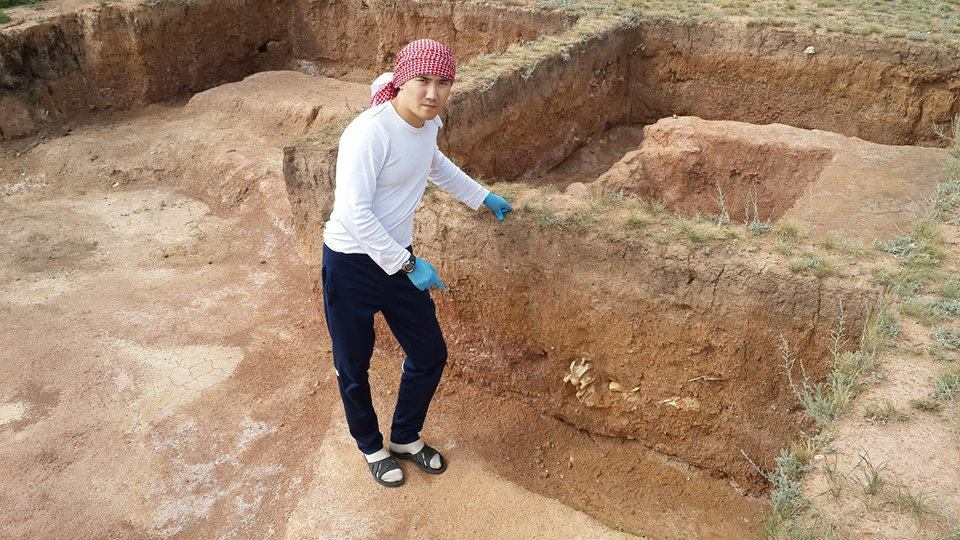
Fouilles de sépultures du à Botaï

Les steppes d'Asie centrale virent s'épanouir au Néolithique final une culture matérielle originale, qui, à quelques détails près, resta inchangée au fil des siècles. Le cadre de vie des premiers éleveurs de chevaux était fait de steppes aux forts contrastes saisonniers. La survie du groupe dépendait étroitement de son adaptation au cycle des saisons. Les implantations comme celle mise au jour à Botaï servaient à hiverner. Les tribus vivaient l’hiver dans ces huttes semi-enterrées que les archéologues germanophones désignent du nom de Grubenhäuser. Les campements étaient éloignés de 150 à 200 km l'un de l'autre, pour disposer chacun d'un espace suffisant pour contrôler leurs propres troupeaux de chevaux. Au printemps, les tribus se remettaient en marche vers le sud-ouest au sol sableux, libéré par la décrue des fleuves, et où une végétation pionnière assurait le retour du gibier. Elles construisaient des yourtes éphémères, chassaient et commençaient à entreposer des provisions pour l'hiver suivant. L'économie était principalement axée sur la domestication du cheval, sans négliger la chasse et la pêche. Le travail du bois, de l'os et de la pierre est attesté.

## Céramique
La céramique était le plus souvent décorée de motifs géométriques piqués, de motifs en peigne ou en boucles. Le dessin d'un fragment de céramique, qui évoque une roue à rayon stylisée, donne à croire que les hommes de Botaï avaient développé cette invention dès le Néolithique final.

## Génétique
Les hommes de la culture de Botaï ne connaissaient pas l’écriture ; leur langue reste donc une énigme. Les steppes d'Asie centrale étaient alors habitées aussi bien par des Indo-Européens que par des locuteurs de langues altaïques.
Sur le plan génétique, ils étaient plus proches des populations de l'Altaï, et ils n'ont pas eu d'échange génétique significatif avec la population indo-européenne de la culture Yamna. Ils ont ainsi des affinités avec les Sibériens de l'Est et les Amérindiens,.

## Les débuts de la domestication du cheval?
Au IVe millénaire av. J.-C., le climat des steppes d'Asie centrale se fit plus humide, et la végétation se diversifia. Selon les recherches des paléogéographes et des pédologues, l'herbe atteignait alors une hauteur de 2 mètres, et les steppes abritaient des millions de chevaux. Pour les capturer et les garder, il était indispensable à l'homme de monter à cheval. Cette nécessité explique une différence morphologique entre les chevaux sauvages et les chevaux domestiqués : selon le chercheur américain David Anthony, en effet, 10 % des dents des chevaux de Botaï examinés portent des traces de mors en os ou en crin,. La découverte en 2006 de vestiges d'enclos renforce l’hypothèse de la domestication du cheval à Botaï. Autre preuve de l'élevage de chevaux : on a trouvé des traces de koumis (du lait de jument fermenté) sur des fragments de poterie vieux de 5 600 ans environ,,,.
Jusqu’à une date récente, la culture de Sredny Stog (Ukraine) était considérée comme la plus ancienne à avoir maitrisé la domestication du cheval. Les vestiges étaient ceux de Dereivka (4 000 av. J.-C.), mais une datation par spectrométrie de masse couplée à un accélérateur de particules a montré que les os d'un étalon dont les dents portaient des traces de mors dataient en réalité de l’âge du fer scythique, (600 av. J.-C.).
Les découvertes archéogénétiques récentes ont modifié notre compréhension des premiers chevaux sur le site énéolithique de Botaï en les identifiant comme étant plus proche du cheval de Przewalski que du cheval domestique moderne (Equus caballus). Bien que la traite précoce des chevaux ait été suggérée, celle-ci n’a pas été confirmée et une étude publiée en 2021 semble indiquer que, dans la mesure où celle-ci aurait existé, il n’y a pas eu de consommation généralisée de lait sur le site.
D'autres aspects de l’éventuelle domestication du cheval dans la culture de Botaï font débat. Dès le début des recherches, plusieurs études ont montré que la composition des restes de chevaux découverts à Botai était différente de celle de la plupart des cultures pastorales ultérieures : les chevaux étudiés de la culture de Botaï sont répartis équitablement entre chevaux mâles et femelles, la plupart en bonne santé et en âge de procréer. Or, abattre régulièrement des animaux sains et en âge de se reproduire de cette manière aurait anéanti un troupeau reproducteur. Inversement, ce mélange démographique est fréquent chez les animaux chassés. Certains chevaux de Botai présentent des pointes de projectile incrustées dans leurs côtes, ce qui indique qu'ils sont morts à cause de la chasse plutôt que lors d'un abattage contrôlé. De même, une étude de 2021 portant sur les dommages observés sur les dents des chevaux de Botai semble indiquer que ceux-ci sont probablement dus à des perturbations naturelles du développement et de l'usure dentaires, plutôt qu'au contact avec des brides. Ces éléments suggèrent que les populations de Botai élevaient encore des chevaux de Przewalski sauvages en captivité, mais uniquement pour leur viande, sans les utiliser comme moyens de transport,,.
En dépit de leurs innovations locales, ces peuples de la culture de Botaï ont été envahis et remplacés par des pasteurs indo-européens de la steppe à l'Âge du bronze moyen, leurs chevaux étant également remplacés.